# IRC-сервисы
IRC-сервисы — вспомогательные боты в IRC, используемые для управления и администрирования сетей IRC, которые обычно включают в себя:
- NickServ — сервис, управляющий пользователями;
- ChanServ — сервис, управляющий каналами;
- MemoServ — сервис, позволяющий отправлять заметки, когда пользователь не в сети;
- OperServ (RootServ)— сервис, позволяющий операторам сети управлять ею;
- HelpServ — предоставляет справку по сервисам IRC.

Также некоторые версии сервисов содержат:
- BotServ — предоставляет возможность владельцам каналов приглашать на канал ботов;
- HostServ (иногда включён в NickServ) — сервис, позволяющий изменять реальный IP-адрес пользователя на определённую маску;
- StatServ — сервис статистики;
- DevNull — игнорирует все посылаемые данные;
- SeenServ — выводит, когда в последний раз пользователь появлялся на сервере.

## Основные реализации
- Anope
- HybServ (для hybrid-ircd)
- GNUWorld (для ircu)
- srvx
- NeoStats (статистика и вспомогательные функции)